# Algemene beginselen van behoorlijk proces
Algemene beginselen van behoorlijk proces of beginselen van behoorlijke rechtspraak zijn in de rechtsleer de rechtsbeginselen die het recht op een eerlijk proces moeten waarborgen. Ze zijn van belang voor het procesrecht.

## Algemeen kader: artikel 6 EVRM
Gezaghebbend, maar zonder directe werking in het Nederlands recht, is artikel 10 van de Universele verklaring van de rechten van de mens over het recht op een eerlijk proces. Vaker wordt verwezen naar artikel 6 van het Europees Verdrag voor de Rechten van de Mens dat in Nederland algemeen beschouwd wordt als het belangrijkste kader voor de beginselen van behoorlijk proces, omdat het het grondrecht op een eerlijk proces (fair trial) formuleert. De Waard ontleent hieraan vier beginselen:
het decisiebeginsel: recht op een behandeling en beslissing binnen een redelijke termijn
het verdedigingsbeginsel (hoor en wederhoor)
het onpartijdigheidsbeginsel: recht op onafhankelijke en onpartijdige rechtspraak
het motiveringsbeginsel: recht op motivering van de uitspraak
Daarnaast kan men nog onderscheiden:
het beginsel van toegang tot de rechter (jus de non evocando)
het recht van partijen op rechtsbijstand
het openbaarheidsbeginsel: het recht op (interne) openbaarheid: de interne openbaarheid garandeert dat betrokkenen inzage hebben in alle stukken, de externe openbaarheid maakt dat de samenleving de rechtsgang kan controleren
Artikel 6 EVRM legt dan ook positieve verplichtingen op de overheid om het rechtssysteem zodanig in te richten dat aan aIle garanties van artikel 6 EVRM kan worden voldaan

## Hoger beroep
Soms wordt ook het recht van appel aangemerkt als een van de beginselen van behoorlijk proces. Een partij moet in een proces in hoger beroep kunnen gaan, een gang naar een rechter in tweede instantie moet in beginsel open staan. Dit wordt ook wel het beginsel van dubbele aanleg genoemd.